# Pjegavoprsa prepelica
Pjegavoprsa prepelica (lat. Coturnix pectoralis) je vrsta prepelice koja živi u Australiji.
Ova prepelica stanovnik je većeg dijela istočne, južne, jugoistočne i jugozapadne Australije i Tasmanije. Tu obitava na poljoprivrednim površinama, vlažnim travnjacima, rubnjacima i zanemarenim pašnjacima. Prema IUCN-u status zaštite joj je smanjen rizik (LC).

## Izgled
Duga je oko 18-18.5 centimetara. Oba spola su tamno-smeđe boje s blijedim smećkasto-žutim prugama. U mužjaka strane lica i grlo su lagano kestenjasti, dok je u ženke grlo bijelo, a strane lica blijedo tamno-žute s tamnim mjestima. Perje potiljka i glave je crno kod oba spola. Šarenica ove prepelice je crvenkasto-smeđa, kljun je crn, a noge i stopala su boje mesa.

## Razmnožavanje
Sezona gniježdenja počinje najčešće u rujnu i traje sve do ožujka. Gnijezdo se nalazi u udubinama u tlu i obrubljeno je travom. U gnijezdu joj se nalazi 6-11 jaja, a u nekim slučajevima nađeno ih je i 14. Jaja su svjetlo-smeđe ili blijedo-žute boje, s tamno-smeđim pjegicama. Inkubacija traje 18-21 dana, a jaja inkubira isključivo ženka. Pilići su žućkasto-smeđe boje, s tamnim prugama koje se protežu sve do bokova i donjeg dijela leđa.

## Taksonomija
Prije bi nekad bila smatrana konspecifičnom s izumrlom novozelandskom prepelicom Coturnix novaezelandiae, pa bi joj u tom slučaju ime bilo Coturnix novaezelandiae pectoralis. Međutim, filogenetske analize iz 2009. godine pokazale su blizak filogenetski odnos između ove dvije prepelice, i dokazano je da su dvije zasebne vrste.